# Oskar Brüsewitz
Oskar Brüsewitz (Willkischken, Memelland, 30 mei 1929 - Halle an der Saale, 22 augustus 1976) was een Lutherse dominee, die in 1976 met zijn zelfverbranding protesteerde tegen de onderdrukking in de DDR.
Brüsewitz werd geboren in een Duitse familie in het Memelgebied, dat na de Eerste Wereldoorlog niet meer tot het Duitse Rijk behoorde. Zijn beroepsopleiding moest hij in 1944 afbreken vanwege de Tweede Wereldoorlog. Hij moest met zijn familie uit het Memelgebied naar het westen vluchten en moest als vijftienjarige in Warschau onder de wapenen in de Wehrmacht. Aan het eind van de oorlog werd hij door het Rode Leger krijgsgevangen gemaakt. In de herfst van 1945 werd hij vrijgelaten in de Sovjet-bezettingszone in Duitsland. Van 1945 tot 1947 woonde hij met zijn moeder in Burgstädt in Saksen en leerde er voor schoenmaker. Na de afronding van zijn beroepsopleiding vertrok hij naar Melle in Nedersaksen. Na zijn huwelijk in 1951 vertrok hij naar Hildesheim. Zijn huwelijk strandde in 1954, waarop hij naar Weißenfels in de DDR vertrok. Hier bekeerde hij zich tot het christendom onder invloed van het gastgezin waar hij verbleef. In de DDR trouwde Brüsewitz opnieuw en werkte er als schoenmaker. Tevens was hij in de kerkelijke gemeentes actief en hij evangeliseerde actief.

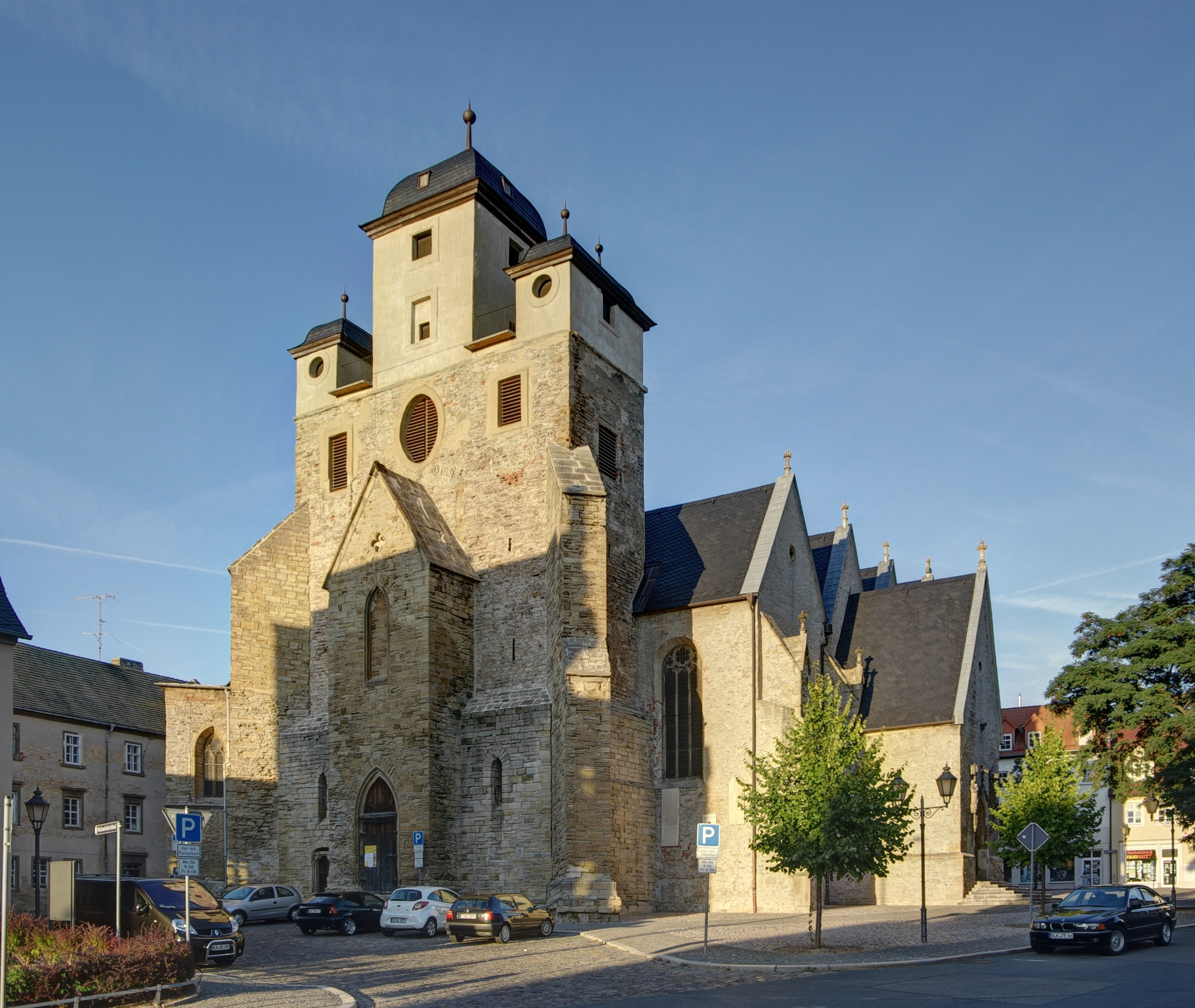
Sint-Michielskerk in Zeitz

Van 1964 tot 1969 volgde hij een theologische opleiding in Erfurt. In 1970 werd hij dominee in Rippicha. Brüsewitz was actief in het jeugdwerk en met symbolische protesten, zoals het aanbrengen van evangeliserende posters naast communistische parolen en het aanbrengen van een kruis van neonverlichting op zijn kerk. Dit leidde tot een grote toeloop in zijn kerk, maar ook tot conflicten met de communistische overheid. Op 18 augustus 1976 parkeerde Brüsewitz zijn wagen voor de Sint-Michielskerk in Zeitz, zette twee protestborden op zijn auto, overgoot zichzelf en zijn auto tussen het winkelend publiek met benzine en stak zichzelf in brand. Hij werd zwaargewond afgevoerd naar het ziekenhuis van Halle en overleed daar op 22 augustus aan zijn verwondingen. Diezelfde zondag hielden de lutherse kerken in de DDR voorbeden voor Brüsewitz. Op 20 augustus kwam de zelfverbranding ook in het nieuws in de Bondsrepubliek Duitsland. Kranten uit de DDR berichtten daarop ook over de dood van Brüsewitz, maar schilderden hem af als psychisch gestoord.